# Colpo di coda (film)
Colpo di coda è una miniserie televisiva del 1993 diretto da José María Sánchez.

## Trama
L'ex attivista Flavio Morselli si è rifugiato a Parigi a causa di alcuni omicidi che non ha commesso. All'improvviso una persona misteriosa di nome Piantoni, colonnello dei servizi segreti francesi, lo contatta per un incarico che non può rifiutare.